# ジーモン・アウグスト (リッペ＝デトモルト伯)
リッペ＝デトモルト伯ジーモン・アウグスト（ドイツ語: Simon August, Graf von Lippe、1727年6月12日 デトモルト - 1782年5月1日 デトモルト）は、リッペ＝デトモルト伯領の君主（在位：1734年 - 1782年）。
リッペ＝デトモルト伯ジーモン・ハインリヒ・アドルフとヨハンナ・ヴィルヘルミーネ・フォン・ナッサウ＝イットシュタインの息子として生まれた。1734年にリッペ＝デトモルト伯を継承した後、1747年まで母が後見人を務めた。ジーモン・アウグストは啓蒙時代の影響を受けて財政と社会の新法を頒布したほか、1749年にはアドルフ・フォン・ヒレンスベルク（Adolf von Hillensberg） とともに予算を導入、歳入が足りないときに支出を増やさないようにした。ほかにも、現デトモルト貯蓄銀行の前身となる会社と、現在まで続く火災保険会社の前身を創設した。また、バート・ザルツウフレンの塩鉱を購入、バート・マインベルクで療養温泉を建設した。1775年、救貧基金を創設した。1776年の国勢調査では領国の住民数が49,416人とされた。
1782年に死去、長男のレオポルトが後を継いだ。

## 家族
1750年8月24日、キルヒハイムボーランデンでナッサウ＝ヴァイルブルク侯カール・アウグストの娘ポリクセナ・ルイーゼ・フォン・ナッサウ＝ヴァイルブルク（1733年1月27日 キルヒハイムボーランデン - 1764年9月27日 デトモルト）と結婚した。2人は娘を1人もうけた。
- ヴィルヘルミーネ・カロリーネ（1751年7月6日 キルヒハイムボーランデン - 1753年4月4日 キルヒハイムボーランデン） - 夭折

1765年9月28日、デッサウでマリア・レオポルディーネ・フォン・アンハルト＝デッサウ（1746年11月18日 デッサウ - 1769年4月15日 デトモルト）と結婚した。2人は息子を1人もうけた。
- レオポルト1世（1767年12月2日 デトモルト - 1802年4月4日 デトモルト） - リッペ＝デトモルト伯、後にリッペ侯

1769年11月9日、デッサウでマリア・レオポルディーネの妹カジミーレ・フォン・アンハルト＝デッサウ（1749年1月19日 デッサウ - 1778年11月8日 デトモルト）と結婚した。2人は息子を1人もうけた。
- カジミール・アウグスト（1777年10月9日 デトモルト - 1809年5月27日 ファルケンベルク・バイ・ベルリン）

1780年3月26日、ブラウンフェルス城でクリスティーネ・フォン・ゾルムス＝ブラウンフェルス（1744年8月30日 ブラウンフェルス - 1823年12月16日 デトモルト）と4度目の結婚をした。2人の間に子供はいなかった。